# Лама Сопа
Тхубтен Сопа Рінпоче (тиб. ཐུབ་བསྟན་བཟོད་པ་,; 3 грудня 1946, Тхамі, Кхумбу, Непал — 13 квітня 2023, Катманду), відомий як Лама Сопа — наставник тибетського буддизму традиції гелуг, автор ряду книг і духовний глава міжнародної мережі буддійських центрів Фонду підтримки махаянской традиції.

## Біографія
Виходець із сім'ї шерпа, в дитинстві Лама Сопа був визнаний тулку Лаудо-лами, лами традиції Ньїнґма, він часто медитував у печері над селом Тхамі (звідси титул «Рінпоче»). Попередник Лаудо-лами в лінії перероджень належав до традиції сак'я.
Лама Сопа прийняв чернечий постриг у монастирі Дунгкар у Тибеті, де він оселився в 1957 році. Після Тибетського повстання 1959 року він був змушений тікати до Індії через тиск китайської армії на монастирі. Його духовний вчитель, геше рабти, довірив його турботі Лами Еше. Лама Сопа отримав вчення від багатьох високих лам, в тому числі від Далай-лами XIV і його наставників.
У 1970-тих роках в Північній Індії Лама Сопа і його вчитель зустрілися з американкою Зіною Рашевською, онукою Сергія Рашевського, і, за її наполяганням, стали наставляти її в буддизмі. Коло західних послідовників незабаром розширилось, і це стало основою майбутньої організації Фонду підтримки махаянскої традиції.
У 1973 році, разом з Ламою Еше, Лама Сопа став засновником монастиря Копан у Непалі, неподалік Катманду, який приділяв особливу увагу навчанню іноземців. Це був перший з майбутньої мережі центрів ФПМТ. З березня 1984 року, коли помер Лама Єше, Лама Сопа зайняв місце духовного наставника ФПМТ.
Книги Лами Сопа публікуються переважно у видавництві Wisdom Publications. Кілька книг було опубліковано в перекладі з англійської на російську мову видавництвом «Відкритий світ». Його найбільш повна біографія була складена Джамьянгом Вангмо і опублікована під назвою «Лаудо-лама».
У 1986 році Лама Сопа зустрічався з попереднім Панчен-ламою в Непалі, а пізніше в Тибеті.
Лама Сопа Рінпоче продовжує проповідувати буддистське вчення по всьому світу, від Австралії і Непалу до Європи, США і Південної Америки. Двічі, в 2003 і 2015 роках, Сопа Рінпоче відвідував Росію з навчаннями.
У 2017 році вийшла друком нова книга Лами Сопи Рінпоче «Щаслива смерть, вдале переродження: Як допомогти близьким цього досягти» російською мовою.
Крім опікунства буддійськими центрами і читання проповідей по всьому світу, Лама Сопа Рінпоче підтримує низку великих проектів з надання допомоги тибетським біженцям в Індії і монахам в тибетських монастирях на півдні Індії. В рамках ФПМТ організовані хоспіси та клініки, розвиваються освітні проекти і створюються нові сакральні об'єкти тибетського буддизму: танки, ступи, молитовні барабани тощо.
У 2010 році Лама Сопа був удостоєний монгольського ордена «Полярна зірка» за великий внесок у справу відновлення буддизму в Монголії.